# لوسيان نويورث
لوسيان نويورث (بالفرنسية: Lucien Neuwirth) هو سياسي فرنسي، ولد في 18 مايو 1924 في سانت إتيان في فرنسا، وتوفي في 26 نوفمبر 2013 في الدائرة السادسة عشرة في باريس في فرنسا. حزبياً، نشط في اتحاد الديمقراطيين من أجل الجمهورية والاتحاد من أجل حركة شعبية والاتحاد للجمهورية الحديثة والتجمع من أجل الجمهورية وتجمع الشعب الفرنسي.

## مناصب
- انتخب نائب فرنسي عن دائرة Loire's 2nd constituency [الإنجليزية]‏ وقد انضم خلال فترته النيابية  [لغات أخرى]‏ (3 أبريل 1978 – 22 مايو 1981)  للكتلة البرلمانية كتلة التجمع من أجل الجمهورية ‏.
- انتخب نائب فرنسي عن دائرة Loire's 2nd constituency [الإنجليزية]‏ وقد انضم خلال فترته النيابية  [لغات أخرى]‏ (2 أبريل 1973 – 2 أبريل 1978)  للكتلة البرلمانية كتلة اتحاد الديمقراطيين من أجل الجمهورية ‏.
- انتخب عضو المجلس الاقتصادي والاجتماعي والبيئي الفرنسي ‏.
- انتخب عضو مجلس الشيوخ الفرنسي عن دائرة لوار وقد انضم خلال فترته النيابية (25 سبتمبر 1983 – 30 سبتمبر 2001)  للكتلة البرلمانية .
- انتخب نائب فرنسي عن دائرة Loire's 2nd constituency [الإنجليزية]‏ وقد انضم خلال فترته النيابية  [لغات أخرى]‏ (11 يوليو 1968 – 1 أبريل 1973)  للكتلة البرلمانية كتلة اتحاد الديمقراطيين من أجل الجمهورية ‏.
- انتخب نائب فرنسي عن دائرة Loire's 2nd constituency [الإنجليزية]‏ وقد انضم خلال فترته النيابية  [لغات أخرى]‏ (3 أبريل 1967 – 30 مايو 1968)  للكتلة البرلمانية كتلة الاتحاد الديمقراطي للجمهورية الخامسة ‏.
- انتخب نائب فرنسي عن دائرة Loire's 2nd constituency [الإنجليزية]‏ وقد انضم خلال فترته النيابية  [لغات أخرى]‏ (6 ديسمبر 1962 – 2 أبريل 1967)  للكتلة البرلمانية .
- انتخب نائب برلماني [الإنجليزية]‏ عن دائرة Loire's 2nd constituency [الإنجليزية]‏ وقد انضم خلال فترته النيابية  [لغات أخرى]‏ (9 ديسمبر 1959 – 9 أكتوبر 1962)  للكتلة البرلمانية .